# Edwin Linkomies
Edwin Johan Hildegard Linkomies (ur. 22 grudnia 1894 w Wyborgu, zm. 8 września 1963 w Helsinkach) – fiński literaturoznawca i polityk, premier Finlandii w latach 1943–1944.

## Życiorys
W 1911 roku rozpoczął studia na Uniwersytecie Helsińskim. W 1913 roku uzyskał tytuł magistra w dziedzinach łaciny, greki, filozofii i historii powszechnej. W latach 1914–1920 nauczał łaciny w różnych szkołach w Helsinkach. W 1923 roku uzyskał stopień doktora, po czym objął stanowisko profesora literatury rzymskiej na Uniwersytecie Helsińskim.
W 1918 roku związał się z powstałą wówczas Partią Koalicji Narodowej. Został członkiem zarządu gazety „Uusi Suomi”, oficjalnego pisma partii. Trzykrotnie (w 1933, 1936 i 1939 roku) był wybierany do parlamentu. Przejawiał narodowo-konserwatywne poglądy polityczne, komunistów, a także socjaldemokratów uważał za zagrożenia dla bezpieczeństwa państwa, ale dystansował się od skrajnie prawicowych poglądów Patriotycznego Ruchu Ludowego, z którym jego partia była w koalicji.
Chciał uniknąć wojny zimowej i do jej wybuchu starał się znaleźć pokojowe rozwiązanie konfliktu z ZSRR. W czasie wojny kontynuacyjnej był zwolennikiem współpracy z Niemcami. W 1943 roku poparł prezydenta Risto Rytiego w reelekcji, w zamian za co Ryti poparł kandydaturę Linkomiesa na premiera Finlandii.
Gdy sytuacja na frontach II wojny światowej zaczęła się zmieniać na niekorzyść Niemiec, Finlandia rozpoczęła rozmowy pokojowe z ZSRR. Proponowane przez Rosjan warunki nie zostały zaakceptowane przez rząd Linkomiesa i zdecydował się on na podpisanie kolejnego porozumienia z Niemcami. Po zakończeniu wojny, w 1946 roku Linkomes, wraz z Rytim i innymi sygnatariuszami tego traktatu, został postawiony przez sądem i skazany na pięć lat więzienia. Linkomies został zwolniony w 1948 roku, a ułaskawiony w 1949.
Powrócił do pracy naukowej na Uniwersytecie Helsińskim, w latach 1956–1962 był rektorem, a w latach 1962–1963 kanclerzem tej uczelni.